# Negele Arsi
Negele Arsi (albo Arsi Negele) – miasto w południowo-wschodniej Etiopii. Położone w strefie Misraq Shewa regionu Oromia, na utwardzonej drodze, na północ od Szaszemenie, na wysokości 2043 m n.p.m. Jest ośrodkiem administracyjnym Woredy Arsi Negele. Według danych szacunkowych na rok 2010 liczy 50 527 mieszkańców. Ośrodek przemysłowy.